# Brennan Manning
Brennan Manning, geboren als Richard Francis Xavier Manning (* 27. April 1934 in Brooklyn, New York; † 12. April 2013 in New Orleans) war ein US-amerikanischer geistlicher Schriftsteller, ehemaliger franziskanischer Priester und Redner.

## Leben
Manning war ein Sohn von Emmett und Amy Manning und wuchs in Brooklyn auf. Er besuchte dort die High School und machte seinen Abschluss. Weil er noch nicht studieren konnte, trat er in das US Marine Corps ein und kämpfte im Koreakrieg. Nach seiner Rückkehr in die USA schrieb er sich 1956 am Priesterseminar der Saint Francis University in Loretto, Pennsylvania ein. 1963 machte er seinen Abschluss in Philosophie, Latein und Theologie und wurde zum Priester der Franziskaner geweiht. Er arbeitete als theologischer Lehrer an der Universität von Steubenville in Ohio und als geistlicher Leiter des Priesterseminars Saint Francis.
In den späten 1960er-Jahren trat Manning dem Orden der Kleinen Brüder Jesu von Charles de Foucauld bei. Das schloss die Verpflichtung ein, ein kontemplatives Leben unter den Armen außerhalb der Klostermauern zu führen. Er arbeitete als Wasserträger, Maurergehilfe und Geschirrspüler in Frankreich und war Eremit in Spanien. 1970 kehrte er in die USA zurück und gründete mit vier Priestern eine Gemeinschaft in Bayou La Batre in Alabama. Sie unterstützten Garnelenfischer und deren Familien. Dann zog er nach Fort Lauderdale in Florida, wo er am Broward Community College arbeitete. Dort begann er ernsthaft zu schreiben, dabei wurde auch seine Alkoholsucht zum Thema. Seine Bücher Ragamuffin Gospel (wörtlich „Vogelscheuchen-Evangelium“, deutscher Titel: Grösser als dein Herz) und Abbas Child (Kind in seinen Armen) wurden zu Bestsellern.
Manning trat aus dem Orden aus und heiratete. Doch später ließ er sich wieder scheiden und blieb auch alkoholsüchtig, was er jedoch offenlegte und darüber sprach und schrieb. Er begann auch über seine tiefen Ängste und Gefühle der Verlassenheit und Einsamkeit zu schreiben, und er machte Mut, zur ungeschminkten Ehrlichkeit vor Gott und den Menschen zu stehen. Wegen seiner hohen Authentizität war er ein gefragter Redner auch bei Evangelikalen und beeinflusste viele Menschen in den USA und durch seine Bücher auch in Europa und weltweit. Seine letzten Jahre verbrachte er in New Orleans, wo er auch 2013 starb.

## Werke
Manning schrieb ungefähr zwanzig Bücher, einige davon wurden auch ins Deutsche übersetzt:
- Bettler an Gottes Tür. Brockhaus, Wuppertal, 2001. ISBN 978-3-417-24439-7.
- Verwegenes Vertrauen. Ergreifen, was Gott uns schenkt. Brockhaus, Wuppertal, 2002. ISBN 978-3-417-24453-3.
- Kind in seinen Armen. Gott als Vater erfahren. Gerth, Asslar, 2003. ISBN 978-3-417-20635-7 (2013. ISBN 978-3-417-20751-4; E-Book 2014. ISBN 978-3-417-22722-2)
- Weil Gott uns unendlich liebt. Von der Gnade, die unser Leben verwandelt. Brockhaus, Wuppertal, 2004. ISBN 978-3-417-24467-0.
- Der Blick, der dich heilt. Auf Jesus schauen und sich selbst annehmen. Brockhaus, Wuppertal, 2005. ISBN 978-3-417-24477-9.
- Grösser als dein Herz. Erleben, was Gnade heisst. Brockhaus, Wuppertal, 2010. ISBN 978-3-417-26348-0.
- Die unbändige Liebe Gottes. Gerth, Asslar, 2010 und 2013. ISBN 978-3-86591-473-6.
- Alles aus Gnade. Autobiografie eines vom Leben Gezeichneten. Gerth, Asslar, 2012. ISBN 978-3-86591-720-1.

## Film
- 2017: Brennan – Grösser als dein Herz[5]